# Kaplica Matki Bożej w Katowicach-Piotrowicach
Kaplica Matki Bożej w Katowicach-Piotrowicach (tzw. Kapliczka Szwedzka) – rzymskokatolicka kaplica znajdująca się w Katowicach, przy ulicy A. Grottgera 3, na terenie dzielnicy Piotrowice-Ochojec. Jest to budynek bezstylowy z cegły i z przyległą sygnaturką, a jej początki wiążą się z obecnością wojsk szwedzkich stacjonujących w Piotrowicach w połowie XVII wieku w czasie wojny trzydziestoletniej. Została odbudowana w 1922 roku.

## Historia
Początki kaplicy sięgają czasów pobytu wojsk szwedzkich w Piotrowicach. Budynek upamiętnia bitwę z 1644 roku w ramach trwającej w tym czasie wojny trzydziestoletniej. Pierwotna kaplica stanowiła kamienną apsydę z dostawioną nawą, a została wzniesiona na mogiłach poległych żołnierzy. W czasie gdy mieszkańcy Piotrowic przynależeli do mikołowskiej parafii rzymskokatolickiej, gromadzili się przy kaplicy dla odmawiania nabożeństw i pozdrowienia anielskiego.
Kaplica została odbudowana w 1922 roku celem uczczenia przyłączenia części Górnego Śląska do Polski oraz upamiętnienia poległych mieszkańców w czasie II i III powstania śląskiego. Poprawiono wówczas pierwotną apsydę i dobudowano nawę. Podczas procesji Bożego Ciała w latach 50. XX wieku stawiano przy kaplicy trzeci w kolejności ołtarz. Przy niej także 15 października 1983 roku odbył się apel poległych, a mszę św. odprawił ks. bp Janusz Zimniak.
Kaplicę w 2000 roku wyremontowano. Prace te obejmowały: remont dachu, wymianę rynien oraz wykonanie odwodnienia wokół kaplicy.

## Charakterystyka
Kaplica Matki Bożej, zwana także Kapliczką Szwedzką, położona jest na prywatnej działce przynależnej do domu przy ulicy A. Grottgera 3 w Katowicach, na terenie dzielnicy Piotrowice-Ochojec, w granicach rzymskokatolickiej parafii Najświętszego Serca Pana Jezusa i św. Jana Bosko.
Jest to budowla jednokondygnacyjna, murowana z cegły, nietynkowana z zewnątrz, zwieńczona dwuspadowym dachem krytym blachą. Powierzchnia zabudowy kaplicy wynosi 10 m². Kaplicę postawiono na rzucie kwadratu z wtopioną do niej od strony północnej sygnaturką powstałą na rzucie koła, zwieńczoną stożkowym dachem krytym blachą z metalowym krzyżem.
Kaplica nie wykazuje wyraźnych cech stylowych. Na południowej elewacji umieszczono portal, a nad nim znajduje się płytka półkolista wnęka. Okna kaplicy, umieszczone w elewacji zachodniej i wschodniej, są stałe, wąskie, prostokątne i zamknięte łukiem pełnym. Drzwi do kaplicy są jednoskrzydłowe, prawe, typu spągowego z pionowych desek. Łuki okienne i naroża podkreślone zostały ceglanymi lizenami.
Wnętrze kaplicy jest jednoprzestrzenne, ze sklepieniem kolebkowym. Ściany wewnątrz kaplicy są otynkowane, a podłoga przykryta wykładziną z PVC. W ołtarzu kaplicy znajduje się figura Matki Bożej Różańcowej, a powyżej we wnęce figura Jezusa Chrystusa. Po lewej stronie od absydy umieszczono krzyż, obraz Matki Bożej Częstochowskiej i pamiątkową tablicę powstań śląskich, a po prawej obraz Jezusa Miłosiernego i tablicę z nazwiskami poległych w czasie powstań śląskich mieszkańców – w tym Michała Gierlotki czy Filipa Limańskiego.